# Mille Miglia
Mille Miglia («Тысяча миль»; итальянское произношение: [ˈmille ˈmiʎʎa] — «Милле Милья») — гонка на выносливость по дорогам общественного пользования, проводившаяся в Италии с 1927 по 1957 года (тринадцать раз до Второй мировой войны и одиннадцать раз после).
Mille Miglia, как и другие подобные ей гонки (более старая Targa Florio и более поздняя «Каррера Панамерикана»), сделала популярными автомобили класса Гран-туризмо и прославила такие автомобильные марки, как Alfa Romeo, Ferrari, Maserati и Porsche.

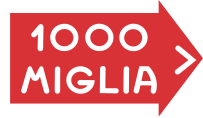
Дорожный указатель Mille Miglia

Mille Miglia всегда проводилась на дорогах общего пользования, которые на время гонки даже не перекрывались. Поэтому организаторам на протяжении всего маршрута пришлось выставлять специальные указатели, чтобы сориентировать гонщиков. Позже этот указатель в виде стрелки стал официальным символом Mille Miglia.

## Организация гонки
В отличие от современного ралли, в котором машины стартуют с минутным интервалом и при этом первыми на трассу уходят профессиональные экипажи на более совершенной технике, Mille Miglia открывалась стартом самых медленных машин. Это упрощало организацию гонки, поскольку сокращалось время проведения старта, и уже не нужно было перекрывать дороги на длительный срок. Также сокращение времени старта облегчало жизнь маршалов, следивших за огромной толпой болельщиков. Автомобили получали номера в соответствие с их стартовым временем. Например, в 1955 году прототип Mercedes-Benz 300 SLR Стирлинга Мосса и его штурмана Дениса Дженкинсона получил номер 722, потому что стартовал из Брешиа в 7:22 утра. Первая же машина отправилась в путь в 21:00 предыдущего дня. В первые годы проведения Mille Miglia победителям требовалось более 16 часов, чтобы преодолеть дистанцию, они стартовали поздним вечером и заканчивали гонку на закате следующего дня.

## Гонка в предвоенный период

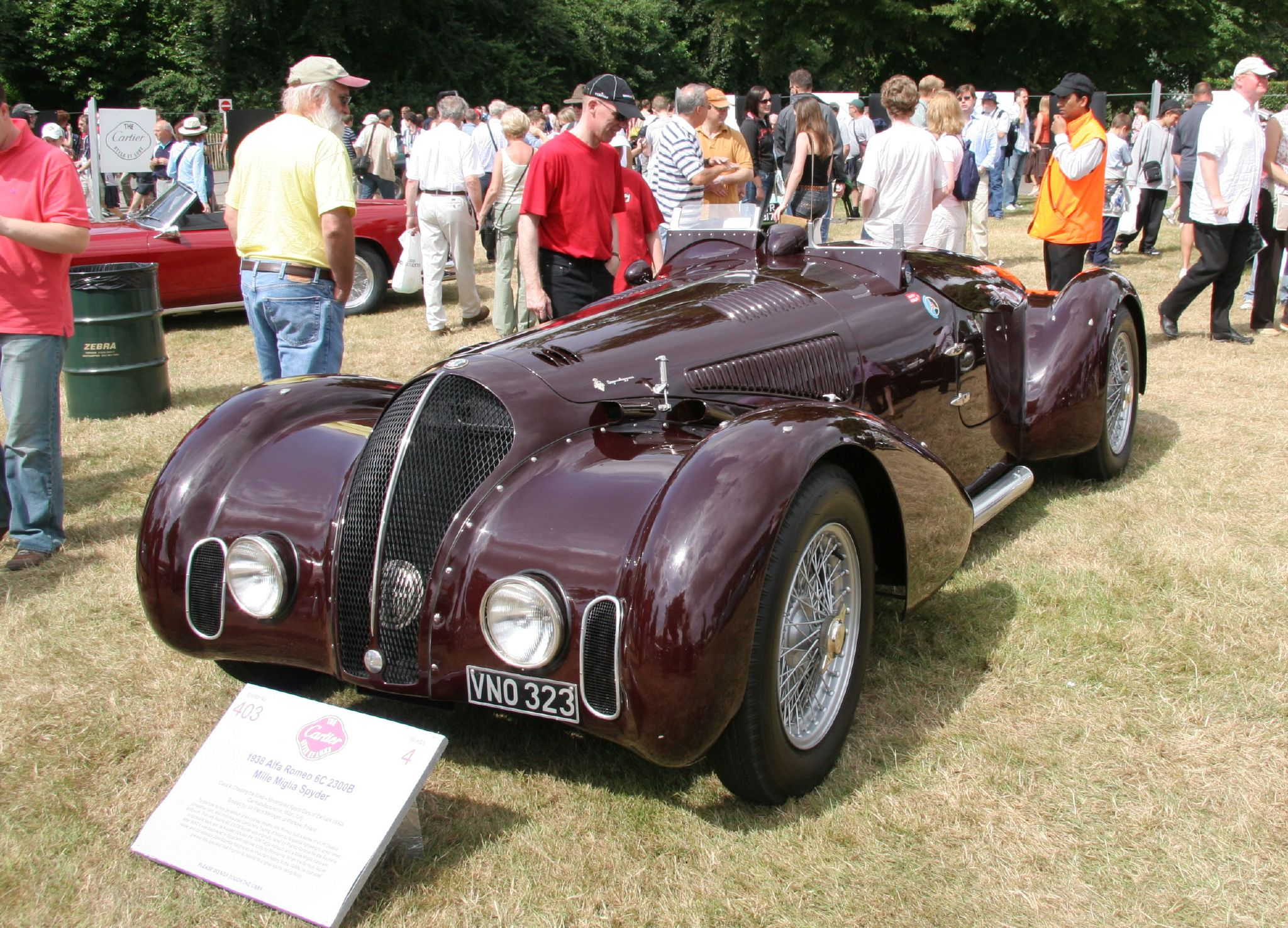
Alfa Romeo 6C 2300B Mille Miglia Spider, 1938

Mille Miglia была организована двумя молодыми людьми: Аймо Маджи и Франко Маццотти, после того, как их родной город Брешия лишился Гран-при Италии, уступив право проведения гонки Монце. Вместе с компанией состоятельных сторонников они выбрали маршрут от Брешии до Рима и обратно. Длина дистанции оказалась равной 1600 км (1000 миль), что и дало название гонке. В разные года маршрут немного варьировался, и, соответственно, изменялась его длина.
Первая Mille Miglia стартовала 26 марта 1927 года. В ней приняли участие 77 экипажей, и все они были итальянскими. Победитель пересек финишную черту через 21 час 4 минуты и 48 секунд после старта. Все гонщики, оказавшиеся на пьедестале, выступали на одинаковых автомобилях местной для Брешии марки О. М..
Гонки 1929 года были особенными, потому что в них не участвовали иностранные команды (в связи с экономическим кризисом) и потому, что впервые в них принимали участие две женщины. Актриса Мими Айльмер (несмотря на то, что она была одна в машине) заняла впечатляющее двадцатое место со своей Lancia Lambda. Её соперница, баронесса Д’Аванцо, вышла из гонки из-за поломки автомобиля.
Тацио Нуволари выиграл Mille Miglia в 1930 году, выступая на Альфа-Ромео. Стартовав после своего напарника по команде Акилле Варци, который быстро захватил лидерство, Нуволари всю гонку провел за его спиной. В тусклом свете утренней зари Нуволари был невидим для Варци в зеркалах заднего вида, поскольку он шел с выключенными фарами, однако перед самым финишем, на одном из прямых участков, Нуволари «вслепую» обошёл Варци и занял первое место.
Mille Miglia всегда пользовалась популярностью у итальянских гонщиков и производителей, но, тем не менее, 3 гонки все же удалось выиграть экипажам из других стран. Такую, пусть и незначительную конкуренцию итальянцам смогли составить лишь пилоты из Германии. В 1931 году Рудольф Караччола, известный своими выступлениями в гонках Гран-при, и его механик Вильгельм Себастьян одержали победу на своем доработанном Mercedes-Benz SSK. Это был первое из трех поражение итальянцев, ведь Караччола был немцем, несмотря на итальянскую фамилию. Его победа стала для всех большой неожиданностью, потому что из-за разразившегося в то время экономического кризиса он почти не получал заводской поддержки. У него не хватало механиков, поэтому после очередного пит-стопа им приходилось очень быстро перемещаться по Италии, срезая напрямик все изгибы маршрута гонки, чтобы успеть к следующей зоне обслуживания быстрее гоночного экипажа.
Проведение гонок было приостановлено Муссолини после трагического инцидента, произошедшего в 1938 году и унёсшего жизни нескольких зрителей. С момента возобновления Mille Miglia в 1940 году и вплоть до начала войны в Италии она дублировала Гран-при Брешии и проходила по короткому 100-километровому кольцу, которое гонщики преодолевали 9 раз. Также в 1940 году состоялся дебют Энцо Феррари, владевшего тогда маркой ААС (Auto Avio Costruzioni), который выставил на гонку модель Tipo 815. Напряжение, несвойственное первым гонкам, росло вместе с конкуренцией, которую составляли итальянцам гонщики из Германии. Победителями в 1940 году стали немцы Хашке фон Ханштейн и Вальтер Баумер, установив абсолютный для Mille Miglia на то время рекорд скорости — 166 км/ч.

## Гонка после Второй мировой войны

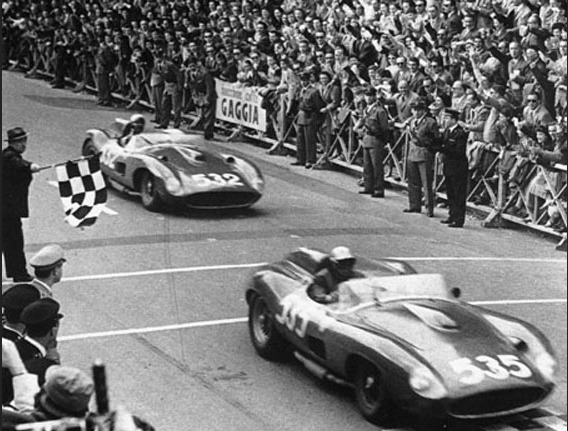
Пьеро Таруффи и Вольфганг фон Трипс финишируют в Mille Miglia-1957

Итальянцы продолжили доминировать в Mille Miglia и после войны, маршрут которой вернули к традиционному большому кольцу по Италии. Mercedes блеснул ещё раз в 1952 году, когда на Mercedes-Benz 300 SL, известном как «Крыло чайки», экипаж Карла Клинга и Ганса Кленка занял второе место. Через год они выиграли другую, не менее легендарную гонку, Carrera Panamericana. В том же году в гонку вернулся Караччола, но попал в аварию.
Среди гонщиков из других стран на подиум Mille Miglia в 1950-х годах смогли подняться: Хуан Мануэль Фанхио, Петер Коллинс и Вольфганг фон Трипс. С 1953 по 1957 год Mille Miglia даже была этапом Чемпионата мира по гонкам на спорткарах.
В 1955 году Mercedes предпринял ещё одну попытку одержать победу в Mille Miglia с новой, более мощной и лучше подготовленной машиной — Mercedes-Benz 300 SLR. Она была создана на основе болида Формулы-1 1954 года, а не Mercedes-Benz 300 SL.
На извилистых маршрутах Mille Miglia молодые гонщики, такие как немец Ханс Геррман, зарекомендовавший себя выступлениями в команде Porsche, и британец Стирлинг Мосс полагались на помощь штурманов. Более опытные гонщики предпочитали отправляться на гонку в одиночестве. После трагической гибели своего штурмана в Южной Америке Хуан Мануэль Фанхио выступал один, решив, что гонки — слишком опасное занятие, чтобы рисковать ещё чьей-либо жизнью. Так же поступал Карл Клинг, четвёртый гонщик Mercedes.
Мосс и его штурман, автожурналист Дэнис Джекинсон, прошли шесть кругов для разведки трассы. При этом Дженкс делал пометки на рулонах бумаги общей длиной около 4,5 м. Во время гонки Джекинсон читал свои заметки и давал указания Моссу с помощью жестов. Так была создана первая в мире стенограмма, которая очень помогала экипажу: Моссу приходилось соревноваться с итальянскими гонщиками, которые намного лучше него знали эту местность и все дороги, а стенограмма свела на нет их «естественное» преимущество.
Ханс Геррман, ранее уже выступавший на Mille Miglia под номером 704, показывал отличную скорость. В 1954 году он провел поразительную гонку, когда в последний момент сумел обогнать скоростной поезд на Рим. Ганс управлял очень низким Porsche 550 Spyder, и когда шлагбаум на переезде начал закрываться, он понял, что тормозить уже поздно. Гонщик ударил по заднику шлема своего штурмана, чтобы тот пригнулся, надавил на газ и, буквально, пролетел под шлагбаумом, перед самым носом поезда. Удача отвернулась от Геррмана в 1955 году, и он выбыл из гонки после отказа тормозной системы. В тот год Клинг тоже не добрался до финиша.
Команда Мосса и Дженкинса на Mercedes-Benz 300 SLR показала время в 10 ч 7 мин 48 сек. Тогда же победным экипажем был установлен и новый рекорд скорости — 159,65 км/ч, который так никто и не смог побить до закрытия гонки в 1957 году. Фанхио прибыл на несколько минут позже, но учитывая, что стартовал он на 24 минуты раньше Мосса, в итоге проиграл первому месту полчаса. Победителем последней гонки 1957 года стал Пьеро Таруффи на Ferrari 315 S.

## Конец классической Mille Miglia

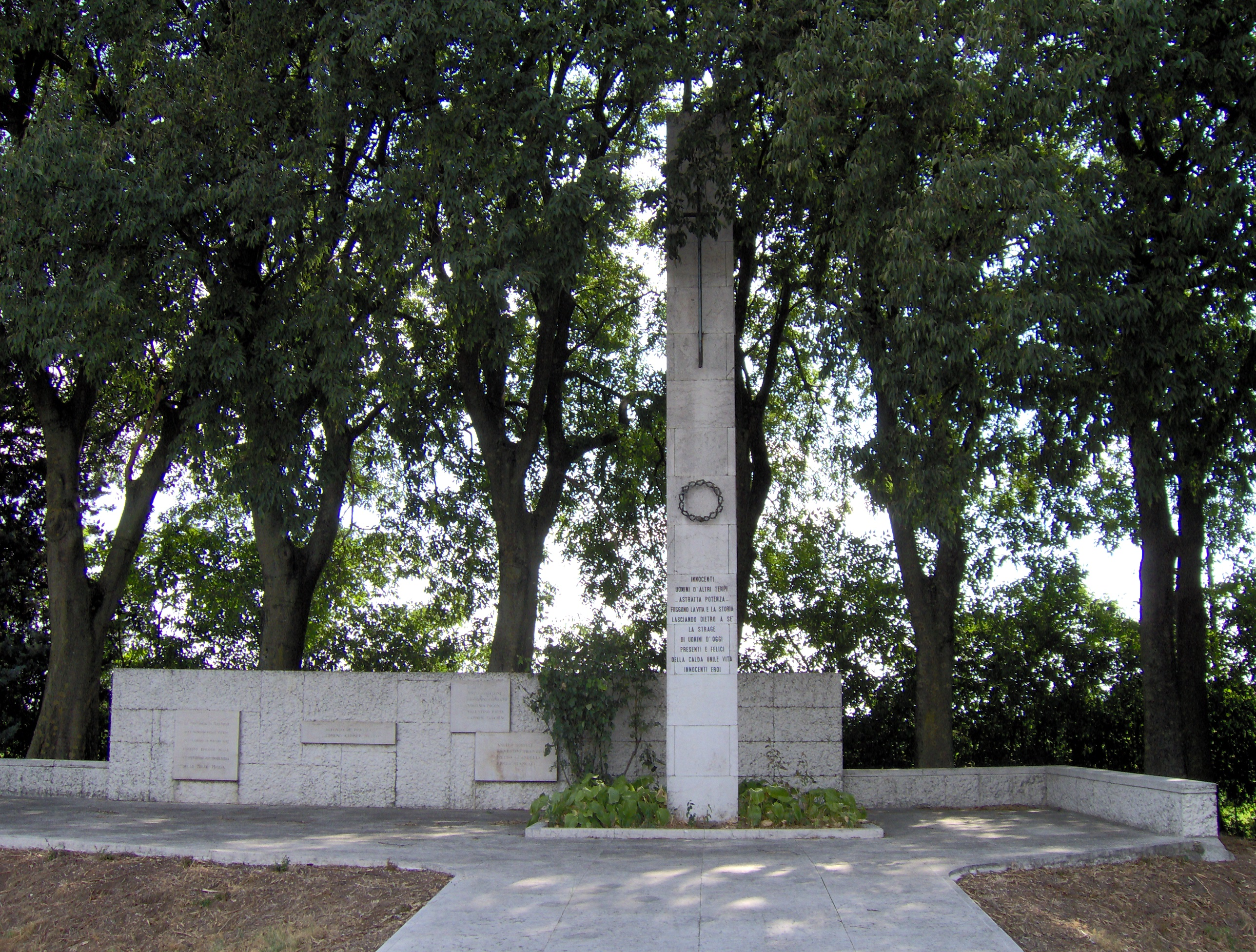
Мемориал в память о погибших на Mille Miglia, возведенный на месте трагедии

Mille Miglia была закрыта в 1957 году после аварии в деревне Гуидиццоло, унёсшей жизни гонщика Альфонсо де Портаго, его штурмана Эдмунда Нельсона (Edmund Nelson) и ещё одиннадцати зрителей. Предположительно, причиной той аварии послужил взрыв колеса. Всю вину за произошедшее возложили на команду Ferrari, за которую выступал Портаго, сославшись на то, что ради экономии времени они вовремя не поменяли колеса.
С 1958 по 1961 год Mille Miglia представляла собой небольшую раллийную гонку, состоящую из нескольких спецучастков и соединявших их дорог общественного пользования, на которых гонщикам приходилось соблюдать скоростной режим. Но в 1961 году и она была закрыта.
В 1977 году Mille Miglia возродилась под названием Mille Miglia Storica, став гонкой раритетных автомобилей. В ней допускаются к участию машины, выпущенные до 1957 года. Хотя это все те же гоночные болиды, устанавливавшие когда-то рекорды скорости, теперь, чтобы преодолеть тот же самый маршрут классической Mille Miglia, им требуется несколько дней. Правила были изменены таким образом, что определяющим фактором стало соблюдение гонщиками скоростного режима, а не максимальная скорость. Парад классических автомобилей, предваряющий каждую гонку, позволил Mille Miglia заслужить титул «самой красивой дорожной гонки в мире». О Mille Miglia Storica в 2007 году был снят документальный фильм «Mille Miglia — The Spirit of a Legend».

## Победители Mille Miglia
| Год       | Экипаж                                          | Автомобиль                                      | Время Скорость, км/ч                            | Маршрут | Длина, км / мили                                |
| --------- | ----------------------------------------------- | ----------------------------------------------- | ----------------------------------------------- | --- | ----------------------------------------------- |
| 1927      | Фердинандо Миноя Джузеппе Моранди               | OM 665 S                                        | 21:04.48 77,238                                 | Брешиа, Азола, Парма, Болонья, перевал Ратикоза, перевал Фута*, Флоренция, Сиена, Рим, Терни, Губбио, Лорето, Анкона, Пезаро, Форли, Болонья, Феррара, Падуя, Тревизо, Фельтре, Виченца, Верона, Брешиа | 1628 / 1017                                     |
| 1928      | Джузеппе Кампари Джулио Рампони                 | Alfa Romeo 6C 1500 Sport Spider Zagato          | 19:14.05 84,128                                 | Брешиа, Азола, Парма, Болонья, перевал Ратикоза, перевал Фута*, Флоренция, Сиена, Рим, Терни, Губбио, Лорето, Анкона, Пезаро, Форли, Болонья, Феррара, Падуя, Тревизо, Фельтре, Виченца, Верона, Брешиа | 1628 / 1017                                     |
| 1929      | Джузеппе Кампари Джулио Рампони                 | Alfa Romeo 6C 1750 SS Spider Zagato             | 18:04.25 89,688                                 | Брешиа, Азола, Парма, Болонья, перевал Ратикоза, перевал Фута*, Флоренция, Сиена, Рим, Терни, Губбио, Лорето, Анкона, Пезаро, Форли, Болонья, Феррара, Падуя, Тревизо, Фельтре, Виченца, Верона, Брешиа | 1628 / 1017                                     |
| 1930      | Тацио Нуволари Баттиста Гвидотти                | Alfa Romeo 6C 1750 GS Spider Zagato             | 16:18.59 100,450                                | Брешиа, Азола, Парма, Болонья, перевал Ратикоза, перевал Фута*, Флоренция, Сиена, Рим, Терни, Губбио, Лорето, Анкона, Пезаро, Форли, Болонья, Феррара, Падуя, Тревизо, Фельтре, Виченца, Верона, Брешиа | 1628 / 1017                                     |
| 1931      | Рудольф Караччола Вильгельм Себастьян           | Mercedes-Benz SSK                               | 16:10.10 101,147                                | Брешиа, Кремона, Модена, Болонья, Флоренция, Сиена, Рим, Терни, Губбио, Анкона, Болонья, Падуя, Тревизо, Фельтре, Виченца, Верона, Брешиа                                                               | 1635 / 1021                                     |
| 1932      | Баконин Бордзаккини Амедео Биньями              | Alfa Romeo 8C 2300 Spider Touring               | 14:55.19 109,884                                | Брешиа, Кремона, Модена, Болонья, Флоренция, Сиена, Рим, Терни, Губбио, Анкона, Болонья, Падуя, Тревизо, Фельтре, Виченца, Верона, Брешиа                                                               | 1635 / 1021                                     |
| 1933      | Тацио Нуволари Децимо Компаньони                | Alfa Romeo 8C 2300 Spider Zagato                | 15:11.50 108,572                                | Брешиа, Кремона, Модена, Болонья, Флоренция, Сиена, Рим, Терни, Губбио, Анкона, Болонья, Падуя, Тревизо, Фельтре, Виченца, Верона, Брешиа                                                               | 1635 / 1021                                     |
| 1934      | Акилле Варци Амедео Биньями                     | Alfa Romeo 8C 2600 Monza Spider Brianza         | 14:08.05 114,307                                | Брешиа, Пьяченца, Модена, Болонья, Флоренция, Сиена, Рим, Терни, Губбио, Анкона, Римини, Болонья, Падуя, Венеция, Тревизо, Виченца, Верона, Брешиа                                                      | 1615 / 1009                                     |
| 1935      | Карло Пинтакуда Алессандро делла Стуфа          | Alfa Romeo 8C 2900 Tipo B                       | 14:04.47 114,753                                | Брешиа, Пьяченца, Модена, Болонья, Флоренция, Сиена, Рим, Терни, Губбио, Анкона, Римини, Болонья, Падуя, Венеция, Тревизо, Виченца, Верона, Брешиа                                                      | 1615 / 1009                                     |
| 1936      | Антонио Бривио Карло Онгаро                     | Alfa Romeo 8C 2900A                             | 13:07.51 121,622                                | Брешиа, Пьяченца, Модена, Болонья,Флоренция, Сиена, Рим, Терни, Губбио, Анкона, Римини, Болонья, Падуя, Тревизо, Виченца, Верона, Брешиа                                                                | 1596 / 998                                      |
| 1937      | Карло Пинтакуда Париде Мамбелли                 | Alfa Romeo 8C 2900A                             | 14:17,32 114,747                                | Брешиа, Пьяченца, Модена, Болонья, Флоренция, Сиена, Рим, Терни, Губбио, Анкона, Римини, Болонья, Падуя, Венеция, Тревизо, Виченца, Верона, Брешиа                                                      | 1615 / 1009                                     |
| 1938      | Клементе Биондетти Альдо Стефани                | Alfa Romeo 8C 2900B Spider MM Touring           | 11:58.29 135,391                                | Брешиа, Пьяченца, Модена, Болонья,Флоренция, Пиза, Ливорно, Гроссето, Рим, Терни, Фано, Болонья, Венеция, Тревизо, Виченца, Верона, Брешиа                                                              | 1621 / 1013                                     |
| 1939      | Гонка отменена по приказу Муссолини             | Гонка отменена по приказу Муссолини             | Гонка отменена по приказу Муссолини             | Гонка отменена по приказу Муссолини | Гонка отменена по приказу Муссолини             |
| 1940      | Хушке фон Ханштайн Вальтер Баумер               | BMW 328 Berlinetta Touring                      | 8:54.46 166,723                                 | Брешиа, Кремона, близ Мантуи, Брешиа | 1485 / 927                                      |
| 1941—1946 | Гонка прерывается на время Второй мировой войны | Гонка прерывается на время Второй мировой войны | Гонка прерывается на время Второй мировой войны | Гонка прерывается на время Второй мировой войны | Гонка прерывается на время Второй мировой войны |
| 1947      | Клементе Биондетти Эмилио Романо                | Alfa Romeo 8C 2900 B Berlinetta Touring         | 16:16.39 112,240                                | Брешиа, Падуя, Равенна, Фано, Терни, Рим, Гроссето, Ливорно, Флоренция, Болонья, Пьяченца, Турин, Новара, Милан, Бергамо, Брешиа                                                                        | 1823 / 1139                                     |
| 1948      | Клементе Биондетти Джузеппе Навоне              | Ferrari 166 S Coupe Allemano                    | 15:05.44 121,227                                | Брешиа, Падуя, Равенна, Фано, Терни, Рим, Гроссето, Ливорно, Флоренция, Болонья, Пьяченца, Турин, Новара, Милан, Бергамо, Брешиа                                                                        | 1823 / 1139                                     |
| 1949      | Клементе Биондетти Этторе Салани                | Ferrari 166 MM Barchetta Touring                | 12:07.05 131,456                                | Брешиа, Парма, Ливорно, Рим, Терни, Л’Акуила, Пескара, Равенна, Падуя, Верона, Брешиа | 1593 / 995                                      |
| 1950      | Джаннино Мардзотто Марко Крозара                | Ferrari 195 S Berlinetta Touring                | 13:39.20 123,209                                | Брешиа, Падуя, Пескара, Терни, Рим, Гроссето, Ливорно, Пиза, Флоренция, Болонья, Пьяченца, Брешиа | 1635 / 1021                                     |
| 1951      | Луиджи Виллорези Паскуале Кассани               | Ferrari 340 America Berlinetta Vignale          | 12:50.18 121,822                                | Брешиа, Верона, Падуя, Форли, Анкона, Пескара, Рим, Сиена, Флоренция, Болонья, Пьяченца, Брешиа | 1564 / 977                                      |
| 1952      | Джованни Бракко Альфонсо Рольфо                 | Ferrari 250 S Berlinetta Vignale                | 12:09.45 128,591                                | Брешиа, Верона, Падуя, Форли, Анкона, Пескара, Рим, Сиена, Флоренция, Болонья, Пьяченца, Брешиа | 1564 / 977                                      |
| 1953      | Джаннино Мардзотто Марко Крозара                | Ferrari 340 MM Spider Vignale                   | 10:37.19 142,347                                | Брешиа, Падуя, Римини, Пескара, Л’Акуила Рим, Витербо, Флоренция, Болонья, Пьяченца, Брешиа | 1512 / 945                                      |
| 1954      | Альберто Аскари                                 | Lancia D24 Spider                               | 11:26.10 139,645                                | Брешиа, Падуя, Римини, Пескара, Рим, Сиена, Болонья, Модена, Пьяченца, Кремона, Мантуя, Брешиа | 1597 / 998                                      |
| 1955      | Стирлинг Мосс Денис Дженкинсон                  | Mercedes-Benz 300 SLR                           | 10:07.48 157,650                                | Брешиа, Падуя, Римини, Пескара, Рим, Сиена, Болонья, Модена, Пьяченца, Кремона, Мантуя, Брешиа | 1597 / 998                                      |
| 1956      | Эудженио Кастеллотти                            | Ferrari 290 MM Spider Scaglietti                | 11:37.10 137,442                                | Брешиа, Падуя, Римини, Пескара, Рим, Сиена, Болонья, Модена, Пьяченца, Кремона, Мантуя, Брешиа | 1597 / 998                                      |
| 1957      | Пьеро Таруффи                                   | Ferrari 315 Sport                               | 10:27.47 152,632                                | Брешиа, Падуя, Римини, Пескара, Рим, Сиена, Болонья, Модена, Пьяченца, Кремона, Мантуя, Брешиа | 1597 / 998                                      |

* Трасса проходила через эти перевалы до 1948 года

## Mille Miglia Storica

### Победители
Основной источник: 

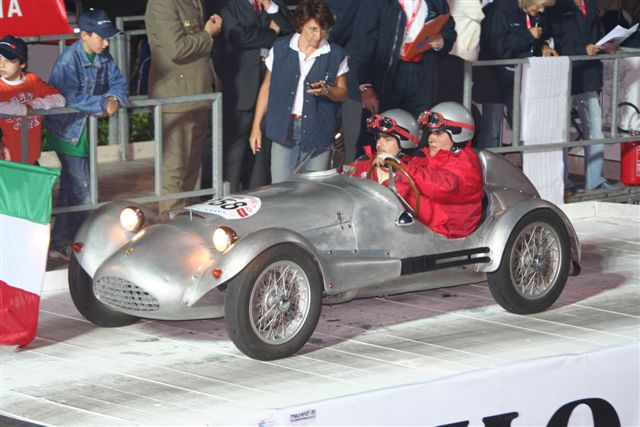
Bandini 750 sport siluro на старте Mille Miglia Storica в 2006 году

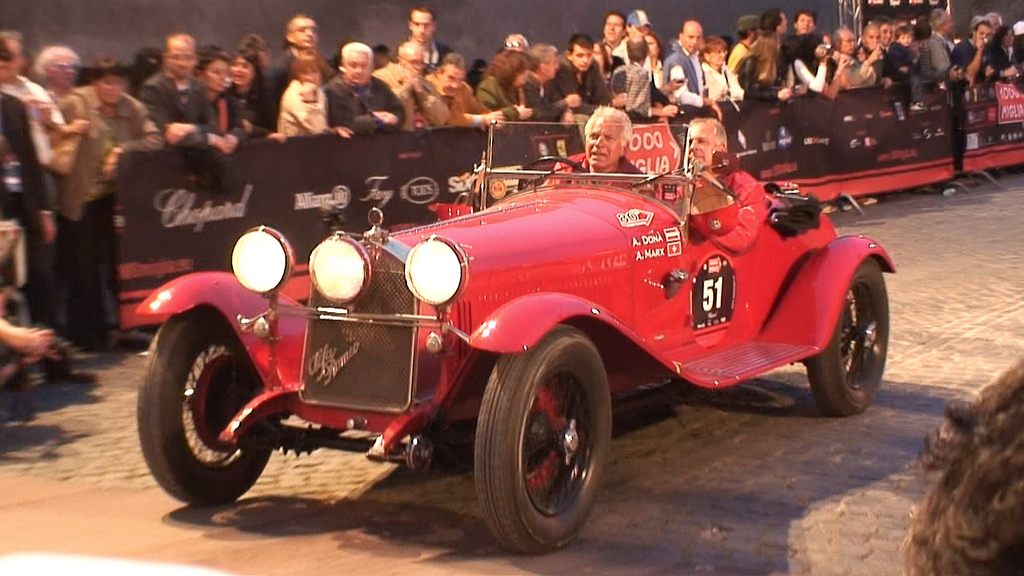
Marx/Donà with Alfa Romeo 6C 1750 Gran Sport принимала участие в Mille Miglia и в 2008 году

- 1977: Хепп / Бауэр — Alfa Romeo RLSS — 1927
- 1982: Бакки / Монтанари — O.S.C.A[англ.] MT 4 — 1956
- 1984: Палаццани / Кампана — Stanguellini 1100 S — 1947
- 1986: Шильдбах / Нетцер — Mercedes-Benz SSK — 1929
- 1987: Алессандро Наннини / Джорджио Марин — Maserati 200 SI[англ.] — 1957
- 1988: Роллино / Гаслини — Fiat 1100 S MM[итал.] — 1948
- 1989: Вальсериати / Фаверо — Mercedes-Benz 300 SL — 1955
- 1990: Аньелли / Каваллари — Cisitalia 202 SC[англ.] — 1950
- 1991: Паницца / Пизанелли — Renault 750 Sport — 1954
- 1992: Джулиано Кане / Лючии Галлиани — BMW 507 — 1957
- 1993: Веско / Бочелли — Cisitalia 202 SC[англ.] — 1948
- 1994: Джулиано Кане / Лючии Галлиани — Lancia Aurelia[англ.] B 20 — 1957
- 1995: Феррари / Сальца — Abarth 750 Zagato[англ.] — 1957
- 1996: Джулиано Кане / Лючии Галлиани — BMW 328 MM — 1937
- 1997: Фламинио Вальсериати / Саббадини — Mercedes-Benz 300 SL Pr — 1952
- 1998: Джулиано Кане / Лючии Галлиани — BMW 328 MM — 1937
- 1999: Джулиано Кане / Аутери — Ferrari 340 MM[англ.] — 1953
- 2000: Джулиано Кане / Лючии Галлиани — BMW 328 MM — 1937
- 2001: Серджио Систи / Дарио Бернини — Healey Silverstone — 1950
- 2002: Джулиано Кане / Лючии Галлиани — BMW 328 Touring — 1940
- 2003: Карлос Селецки / Хуан Эрвас — Bugatti Type 23 Brescia — 1923
- 2004: Джулиано Кане / Лючии Галлиани — BMW 328 MM Coupè
- 2005: Лучано Виаро / Маурицио де Марко — Alfa Romeo 6C 1500 S — 1928
- 2006: Джулиано Кане / Лючии Галлиани — BMW 328 MM Coupè
- 2007: Лучано Виаро / Лука Бергамаски — Alfa Romeo 6C 1500 Super Sport — 1928
- 2008: Лучано Виаро / Антонио Виаро — Alfa Romeo 6C 1500 Super Sport — 1928
- 2009: Бруно Феррари / Карло Феррари — Bugatti Type 37 — 1927
- 2010: Джулиано Кане / Лючии Галлиани — BMW 328 Mille Miglia Coupé — 1939
- 2011: Джордано Моцци / Стефания Бьякка — Aston Martin Le Mans[англ.] — 1933
- 2012: Скалиcе Клаудио / Кларамунт Даньель — Alfa Romeo 6C 1500 Gran Sport «Testa Fissa» — 1933
- 2013: Хуан Тонконоги / Гильермо Бериссо — Bugatti T40[итал.] — 1927
- 2014: Джордано Моцци / Стефания Бьякка — Lancia Lambda tipo 221 spider Ca.Sa.Ro — 1928
- 2015: Хуан Тонконоги / Гильермо Бериссо — Bugatti T40[итал.] — 1927
- 2016: Андреа Веско / Андреа Герини — Alfa Romeo 6C 1750 Gran Sport Spider Zagato — 1931
- 2017: Андреа Веско / Андреа Герини — Alfa Romeo 6C 1750 Gran Sport Spider Zagato — 1931
- 2018: Хуан Тонконоги / Барбара Руффини — Alfa Romeo 6C 1500 Gran Sport «Testa Fissa» Spider Zagato — 1933
- 2019: Джованни Мочери / Даниэле Бонетти — Alfa Romeo 6C 1500 Super Sport Spider Stabilimenti Farina — 1928
- 2020: Андреа Веско / Роберто Веско — Alfa Romeo 6C 1750 Gran Sport Spider Zagato — 1929
- 2021: Андреа Веско / Фабио Сальвинелли — Alfa Romeo 6C 1750 Gran Sport Spider Zagato — 1929
- 2022: Андреа Веско / Фабио Сальвинелли — Alfa Romeo 6C 1750 Gran Sport Spider Zagato — 1929
- 2023: Андреа Веско / Фабио Сальвинелли — Alfa Romeo 6C 1750 Gran Sport Spider Zagato — 1929

## Бренд Mille Miglia
Именем «Mille Miglia» также называется бонусная программа авиакомпании Alitalia, по которой пассажиры могут получать бесплатные билеты, накапливая налетанные с компанией мили.
Ещё «Mille Miglia» — это марка курток, названных так уже после гонки, прообразом которых послужили гоночные куртки 1920-х годов. Куртки этой марки создал Массимо Ости (Massimo Osti) для своей компании «CP Company», выпускавшей одежду. Их отличали встроенные в капюшон ветрозащитные очки и небольшое круглое отверстие в рукаве в районе запястья, чтобы удобней было узнавать время по наручным часам. Куртки «Mille Miglia» производились достаточно продолжительное время и до сих пор являются популярными у английских футбольных фанатов.
Спонсором Mille Miglia Storica выступает производитель часов Chopard, который взамен получил право использовать название гонки и её торговую марку для продвижения своей серии спортивных часов. В рекламной продукции Chopard использует фотографии сделанные на гонках фотографом Джакомо Бретцелем (Giacomo Bretzel).
Один из цветов, в который компания Chevrolet окрашивала свою модель Corvette назывался «Mille Miglia Red». Этот цвет был доступен покупателям в период с 1972 по 1975 года.